# Трифон Трифонов (офицер)
Вижте пояснителната страница за други личности с името Трифон Трифонов.
Трифон Йорданов Трифонов е български офицер (генерал-майор), началник Щаба на войската на българската армия в периода 11 май 1944 – 6 септември 1944 г. Убит в началото на комунистическия режим наложен в България след преврата от 1944 г., на 15 март 1945 от т.нар. Народен съд, който действа в противоречие с Търновската конституция.

## Биография
Трифон Трифонов е роден на 20 ноември 1895 г. в София. През 1916 г. завършва с 36-ия випуск на Военното училище в София, на 12 март е произведен в чин подпоручик и зачислен в 3-ти артилерийски полк. На 14 октомври 1917 година е произведен в чин поручик, на 12 януари 1923 г. в чин капитан, а на 5 май 1930 г. в чин майор. През 1931 година майор Трифонов завършва Военната академия в София. На 26 август 1934 г. е произведен в чин подполковник, а на 3 октомври 1936 г. в чин полковник.
През 1940 година е назначен за началник на оперативния и мобилизационния отдел в Щаба на войската., а от 1941 г. е началник на Беломорския отряд. На 12 септември същата година е назначен за началник на Шестнадесета пехотна дивизия.
На 6 май 1943 г. е произведен в чин генерал-майор и 22 ноември същата година е назначен за командир на Втори окупационен корпус. На 11 май 1944 г. е назначен за началник на Щаба на войската. Подава оставка на 6 септември 1944 г., поради разногласия с новоназначения военен министър генерал Иван Маринов.
Генерал-майор Трифон Трифонов е осъден на смърт от Народния съд и разстрелян на 15 март 1945 г.

## Семейство
Генерал-майор Трифон Трифонов е син на академик Юрдан Трифонов и брат на професор Иван Трифонов.

## Военни звания
- Подпоручик (12 март 1916)
- Поручик (14 октомври 1917)
- Капитан (30 януари 1923)
- Майор (15 май 1930)
- Подполковник (26 август 1934)
- Полковник (3 октомври 1938)
- Генерал-майор (6 май 1943)